# Гленн Вілан
Гленн Вілан (англ. Glenn Whelan, нар. 13 січня 1984, Дублін) — ірландський футболіст, півзахисник клубу «Астон Вілла».

## Клубна кар'єра
Вихованець юнацьких команд футбольних клубів «Шеррі Орчед» та «Манчестер Сіті».
У складі головної команди «містян» провів лише одну гру в рамках розіграшу Кубка УЄФА. По-справжньому у дорослому футболі дебютував 2003 року виступами за команду нижчолігового клубу «Бері», в якій провів один сезон на умовах оренди, взявши участь у 13 матчах чемпіонату. 
Своєю грою за цю команду привернув увагу представників тренерського штабу клубу «Шеффілд Венсдей», до складу якого приєднався 2004 року. Відіграв за команду з Шеффілда наступні чотири сезони своєї ігрової кар'єри. Більшість часу, проведеного у складі «Шеффілд Венсдей», був основним гравцем команди.
До складу клубу «Сток Сіті» приєднався 2008 року. Наразі встиг відіграти за команду з міста Сток-он-Трент 113 матчів в національному чемпіонаті.

## Виступи за збірну
2008 року дебютував в офіційних матчах у складі національної збірної Ірландії. Наразі провів у формі головної команди країни 32 матчів, забивши 2 голи.
| Дата       | Місто     | Господарі  | Результат | Гості     | Турнір            | Голи | Примітки |
| ---------- | --------- | ---------- | --------- | --------- | ----------------- | ---- | -------- |
| 24/05/2008 | Дублін    | Ірландія   | 1 – 1     | Сербія    | товариський матч  | -    |          |
| 29/05/2008 | Лондон    | Ірландія   | 1 – 0     | Колумбія  | товариський матч  | -    |          |
| 20/08/2008 | Осло      | Норвегія   | 1 – 1     | Ірландія  | товариський матч  | -    |          |
| 06/09/2008 | Майнц     | Грузія     | 1 – 2     | Ірландія  | Відбір до ЧС 2010 | 1    |          |
| 10/09/2008 | Подгориця | Чорногорія | 0 – 0     | Ірландія  | Відбір до ЧС 2010 | -    |          |
| 15/10/2008 | Дублін    | Ірландія   | 1 – 0     | Кіпр      | Відбір до ЧС 2010 | -    |          |
| 19/11/2008 | Дублін    | Ірландія   | 2 – 3     | Польща    | товариський матч  | -    |          |
| 11/02/2009 | Дублін    | Ірландія   | 2 – 1     | Грузія    | Відбір до ЧС 2010 | -    |          |
| 28/03/2009 | Дублін    | Ірландія   | 1 – 1     | Болгарія  | Відбір до ЧС 2010 | -    |          |
| 01/04/2009 | Барі      | Італія     | 1 – 1     | Ірландія  | Відбір до ЧС 2010 | -    |          |
| 29/05/2009 | Лондон    | Ірландія   | 1 – 1     | Нігерія   | товариський матч  | -    |          |
| 06/06/2009 | Софія     | Болгарія   | 1 – 1     | Ірландія  | Відбір до ЧС 2010 | -    |          |
| 12/08/2009 | Лімерік   | Ірландія   | 0 – 3     | Австралія | товариський матч  | -    |          |
| 05/09/2009 | Нікосія   | Кіпр       | 1 – 2     | Ірландія  | Відбір до ЧС 2010 | -    |          |
| 10/10/2009 | Дублін    | Ірландія   | 2 – 2     | Італія    | Відбір до ЧС 2010 | 1    |          |
| 14/11/2009 | Дублін    | Ірландія   | 0 – 1     | Франція   | Відбір до ЧС 2010 | -    |          |
| 18/11/2009 | Сен-Дені  | Франція    | 1 – 1     | Ірландія  | Відбір до ЧС 2010 | -    |          |
| 02/03/2010 | Лондон    | Ірландія   | 0 – 2     | Бразилія  | товариський матч  | -    |          |
| Усього     |           | Матчів     | 18        |           | Голів             | 2    |          |